# 古野久子
古野 久子（ふるの ひさこ、1952年8月25日 - ）は、日本の元女子バスケットボール選手である。ポジションはフォワード。ユニチカに所属していた。

## 来歴
全日本の一員として1974年アジア大会金メダル、1975年世界選手権準優勝メンバーとなった。